# مستشفى نبراسكا لتقويم العظام
يعد مستشفى نبراسكا لتقويم العظام أول مستشفى في المنطقة مخصصًا للرعاية والعلاج الكامل لمرضى العظام. تم ترخيص المستشفى كمستشفى رعاية حادة من قبل ولاية نبراسكا والمعتمدة بشكل كامل من قبل اللجنة المشتركة. بالإضافة إلى ذلك، حصلت مستشفى نبراسكا لتقويم العظام على شهادة رعاية مرضية محددة من قبل اللجنة المشتركة لكل من استبدال مفصل الورك واستبدال الركبة الكلي - وهو المستشفى الوحيد في نبراسكا الذي يحمل هذا المستوى من الشهادات. كما أنها معتمدة من قبل مراكز الرعاية الطبية والخدمات الطبية (سي ام اس) ، وبالتالي فإن المستشفى قادر على توفير الرعاية للأفراد الذين يشاركون في تلك البرامج التي ترعاها الحكومة.
تم الاعتراف مرتين بالمستشفى كأحد كبار مزودي العظام من قبل اخبار يو اس & تقرير عالمي.
في عام 2011 ، تم الاعتراف بمستشفى نبراسكا لتقويم العظام كأفضل 38 مستشفى في البلاد من أجل رعاية العظام، و 1 في منطقة مترو أوماها / كاونسيل بلافز.
تم اختيار مستشفى نبراسكا للعظام كأحد أفضل 100 مكان لاستبدال المفاصل في الولايات المتحدة، بالإضافة إلى انه حاصل على جائزة التميز في سلامة المرضى وجائزة أفضل خبرة للمرضى في عام 2015. بالإضافة إلى ذلك، احتلت المستشفى المرتبة 61 من أصل 3575 مستشفى في مستوى الرعاية الطبية المعتمدة لبرنامج الشراء

## تاريخ
افتتح مستشفى نبراسكا لتقويم العظام في أبريل 2004 تحت ملكية العديد من جراحي العظام الممارسين وطب نبراسكا

## المبنى والخدمات
وقد تم تجهيز المستشفى بـ 24 غرفة خاصة للمرضى الداخليين، و 7 غرف استشفاء ممتدة، و 12 جناحًا جراحيًا، و 10 غرف لقسم الطوارئ. لقد استخدم المستشفى سجلاً إلكترونياً طبياً منذ افتتاحه في أبريل 2004. 
مستشفى  نبراسكا للعظام متخصص في الاحتياجات التشخيصية والجراحية والتأهيلية للأشخاص المصابين بأمراض العضلات والعظام. تشمل الخدمات
- المرضى الداخليين / العيادات الخارجية جراحة العظام والعمود الفقري
- جراحة العيادات الخارجية غير العظمية
- إدارة الألم
- العلاج الطبيعي والمهني
- الروماتيزم
- نقل السوائل أو الدم
- التصوير التشخيصي (التصوير بالرنين المغناطيسي، التصوير المقطعي، والأشعة السينية)
- خدمات الطوارئ
- صيدلية البيع بالتجزئة
- الطب الرياضي
- تعويضات العمال

## الملكية
مستشفى نبراسكا للعظام هي شراكة فريدة تم تطويرها بين ممارسة جراحي العظام وطب نبراسكا. يفي المستشفى بتعريف «مستشفى مملوك للطبيب» تحت 42 CFR 489.3.

## اللجنة المشتركة
في عام 2007 ، حصلت مستشفى نبراسكا للعظام على الاعتماد الكامل من اللجنة المشتركة. بالإضافة إلى ذلك، في عام 2010 سعت المستشفى وحصلت على شهادة مرض محددة من اللجنة المشتركة لاستبدال مجموع الورك وتوتال الركبة.[بحاجة لمصدر]
اللجنة المشتركة هي منظمة الاعتمادات واعتماد الأوائل داخل الرعاية الصحية. إن الحصول على الاعتماد الذهبي للحصول على الاعتماد الكامل من اللجنة المشتركة يعني أن المستشفى يلبي أعلى معايير رعاية المرضى.

## References
1. ↑  مذكور في: ROR release v1.19. تاريخ النشر: 16 فبراير 2023. مُعرِّف الغرض الرَّقميُّ (DOI): 10.5281/ZENODO.7644942.
2. ↑  "قاعدة بيانات معرفات البحث العالمية" (بالإنجليزية). Retrieved 2020-07-09.
3. 1 2  مذكور في: Global LEI index. الوصول: 17 سبتمبر 2024.
4. ↑  "About Us". Nebraska Orthopaedic Hospital. Retrieved 6 March 2012. نسخة محفوظة 13 يونيو 2017 على موقع واي باك مشين.

- www.nebraskamed.com
- www.jointcommission.org
- wwww.neorthohospital.com